# Ciro Menotti
Ciro Menotti (né à Migliarina, frazione de Carpi le 22 janvier 1798, mort à Modène le 9 mai 1831) est un patriote italien.

## Biographie
Très tôt affilié à la charbonnerie, Ciro Menotti devient, après les soulèvements de 1821, un des chefs des libéraux modérés du duché de Modène. 
Pendant les soulèvements de 1830, le duc de Modène François IV, qui aspire à être roi d'une Italie unifiée, prend contact avec Menotti, par l'intermédiaire d'Enrico Misley. Menotti est arrêté pour conspiration. Libéré deux jours plus tard par le soulèvement de Modène, il est de nouveau arrêté lors du retour de François IV rétabli par une intervention militaire autrichienne. 
À Paris, il crée un comité pour la libération de l'Italie en 1830. 
Il est condamné à mort et exécuté par pendaison avec Vincenzo Borelli le 9 mai 1831, à la suite de la répression menée par François IV de Modène. Il devient alors une figure de martyr pour toute une génération de révolutionnaires. Garibaldi, notamment, prénomme l'un de ses fils Menotti.